# Państwo

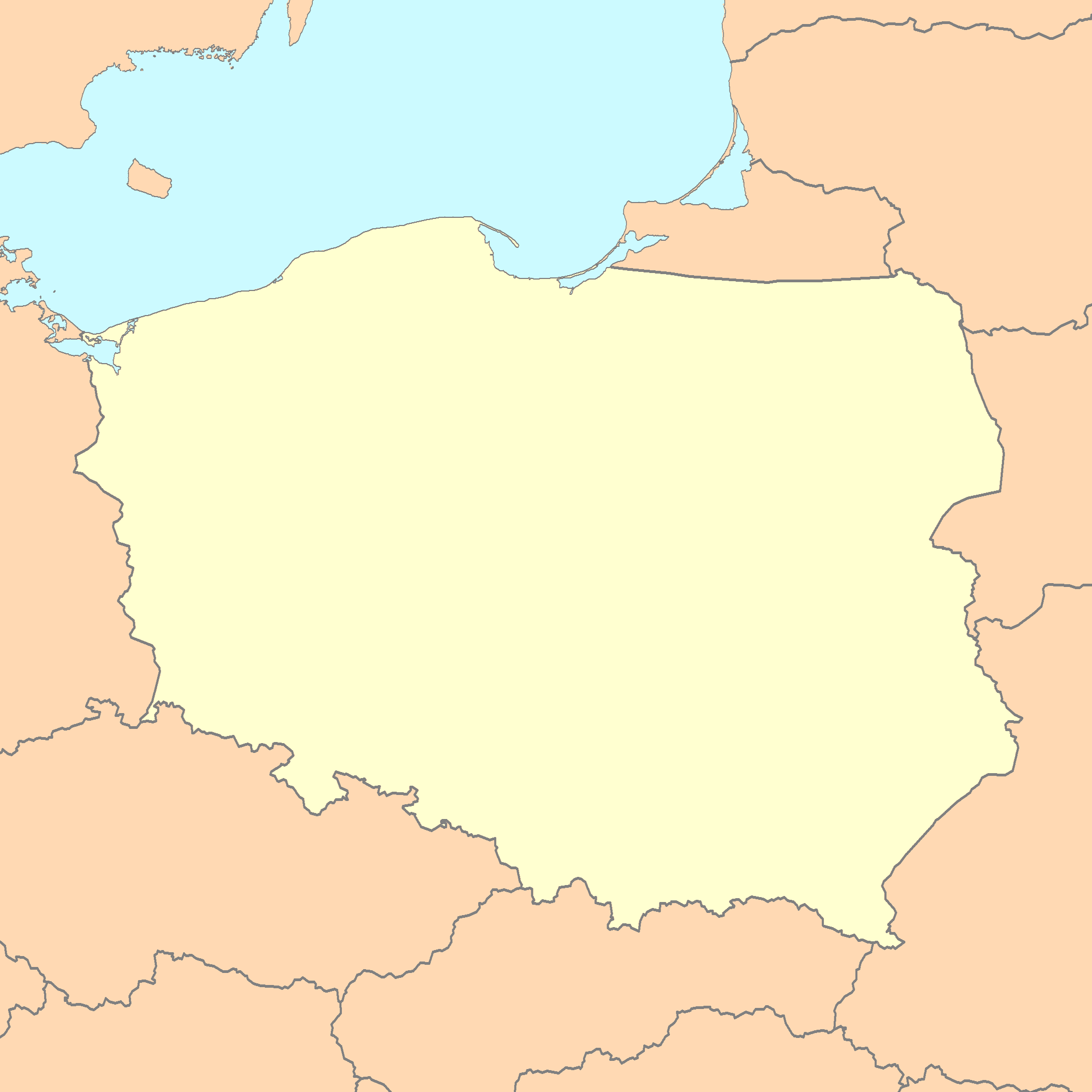
Polska – państwo unitarne, będące jednocześnie krajem

Niemcy – państwo złożone (federacja), składające się z 16 krajów związkowych

Państwo – termin, który odnosi się do różnych aspektów organizacji życia zbiorowego. Może być rozumiany jako:
- struktura administracyjna – organizacja społeczeństwa regulująca działania jednostek i grup za pomocą własnych norm prawnych,
- organizacja polityczna – wspólnota terytorialna podporządkowana suwerennej władzy, pojmowanej jako prawomocne stosowanie przymusu lub jako korporacja terytorialna z samorodną władzą zwierzchnią i osobowością prawną,
- gwarant praw jednostek – instytucja odrębna od społeczeństwa, powołana w celu ochrony uprawnień obywateli,
- aktualizacja idei etycznej – realizacja określonego porządku moralnego w życiu zbiorowym,
- porządek prawny – normatywna struktura, w której organami prawa są zarówno instytucje władcze, jak i obywatele[1].

## Definicja politologiczna
Państwo jest przymusową organizacją, wyposażoną w atrybuty władzy zwierzchniej po to, by ochraniać przed zagrożeniami zewnętrznymi i wewnętrznymi ład, zapewniający zasiedlającej jego terytorium społeczności, składającej się ze współzależnych grup o zróżnicowanych interesach, warunki egzystencji korzystne odpowiednio do siły ich ekonomicznej pozycji i politycznych wpływów.

## Definicja prawna
Prawne kryteria państwowości, przyjęte na mocy art. 1 konwencji w Montevideo z 1933, określane są następująco:
„Państwo jako podmiot prawa międzynarodowego powinno mieć następujące elementy:
- stałą ludność,
- suwerenną władzę,
- określone terytorium (wielkość państwa nie wpływa na jego podmiotowość) oddzielone od innych granicą,
- zdolność wchodzenia w stosunki międzynarodowe”

Wedle art. 3 „Polityczne istnienie państwa jest niezależne od uznania przez inne państwa”.
Karta Bogoty (1948) w art. 10 głosi:
Państwa są równe pod względem prawnym, mają równe prawa i równą zdolność do korzystania z tych praw oraz mają równe obowiązki. Prawa każdego państwa nie zależą od jego uprawnień do zapewnienia ich wykonywania, ale od samego faktu jego istnienia jako osoby na mocy prawa międzynarodowego.

## Kryterium uznania państwa
Konwencja była regionalną umową międzynarodową i ograniczała się jedynie do państw amerykańskich, ale jej zasady zostały uznane w zwyczajowym prawie międzynarodowym. Niektórzy wątpią jednak, czy te kryteria są wystarczające.
Podstawowym problemem państwowości jest uznanie państwa na arenie międzynarodowej, czyli stwierdzenie przez podmiot prawa międzynarodowego faktu istnienia jakiegoś państwa i gotowości do respektowania związanych z tym skutków prawnych. Przedmiotem uznania może być: państwo, rząd, powstańcy, strona walcząca czy naród. Uznanie państwa może być udzielone bądź indywidualnie przez podmiot prawa międzynarodowego (nawiązanie stosunków dyplomatycznych lub podpisanie umowy bilateralnej), bądź kolektywnie przez grupę państw (podobnie jak w przypadku pojedynczego państwa) lub organizację międzynarodową (przyjęcie w poczet członków). Uznanie państwa powinno mieć charakter jednoznaczny i nieodwracalny, choć w praktyce spotyka się przypadki zawieszenia lub zerwania stosunków dyplomatycznych czy wykluczenie członka organizacji.
Konsekwencje uznania państwa: teoria konstytutywna mówi, że państwo istnieje tylko wtedy, gdy jest uznane przez inne państwa, zaś teoria deklaratoryjna twierdzi, że istnienie państwa jest niezależne od uznania go przez inne państwa.

## Teorie powstania państwa
W naukach zajmujących się teorią państwa (politologia) nie ma powszechnie uznanej teorii wyjaśniającej problem powstania organizacji państwowej. W ciągu wieków kształtowały się różnorodne koncepcje dotyczące tego problemu.
- Teistyczna – jest to najstarsza teoria, która zakłada, że państwo powstało dzięki działaniu siły nadprzyrodzonej, zamiarowi Bożemu. Modyfikacją tej doktryny jest koncepcja św. Tomasza z Akwinu, który twierdził, że od Boga pochodzi idea władzy, natomiast konkretne państwa to dzieło ludzi. Ta koncepcja była popularna w monarchiach absolutnych i stanowiła uzasadnienie dla nieograniczonej władzy monarchy, jako pochodzącej od Boga. Każde wystąpienie przeciwko władzy traktowane było jako grzech.
- Teologiczna – jej twórcą był św. Augustyn, który w dziele zatytułowanym De civitatis Dei twierdził, że władza pochodzi od Boga, a państwo na ziemi powinno wzorować się na państwie niebieskim. Teorię tę zmodyfikował św. Tomasz z Akwinu: władza pochodzi od Boga, ale wyróżnić można rządy dobre i złe. „Jeżeli rządy nie prowadzą do dobra wspólnego, ale do prywatnego dobra rządzącego lub partii stojącej u władzy, są to rządy niesprawiedliwe i przewrotne” [według W. J. Korab-Karpowicz: Historia filozofii politycznej, 2010, rozdz. VI, św. Tomasz z Akwinu, s. 178.]
- Patriarchalna – koncepcja, która utożsamia państwo z rodziną; w tej teorii władza królewska wywodzi się z tradycji władzy ojca rodziny; koncepcja ta jest charakterystyczna dla feudalnej monarchii.
- Patrymonialna – poprzez przyłączenie ziem związana z posiadaniem majątku w postaci ziemi; twórcą jest Ludwig von Haller.
- Umowy społecznej – zakłada, że państwo jest rezultatem umowy pomiędzy członkami społeczeństwa lub między społeczeństwem a władzą, oraz neguje tezę o Boskim pochodzeniu władzy. Twórcą koncepcji był Thomas Hobbes, a wybitnym przedstawicielem m.in. Jean-Jacques Rousseau.
- Podboju i przemocy – zakłada, że państwa powstają w wyniku podbijania słabszych plemion przez plemiona silniejsze, w ten sposób za pomocą podbojów powiększa się terytorium państwa. Sformułowana została w XIX w. przez Ludwika Gumplowicza.
- Solidarystyczna – twórcą był Émile Durkheim: państwo powstało jako forma solidarnego dzielenia się obowiązkami.
- Psychologistyczna – twórcą był Leon Petrażycki: państwo to najlepsza forma zaspokajania potrzeb psychicznych – bezpieczeństwa, afiliacji, dominacji.
- Marksistowska – zakłada, że państwo powstało w wyniku rozpadu wspólnoty pierwotnej, w której panowała wspólna własność narzędzi i środków, na klasy, co nastąpiło głównie w wyniku powstania własności prywatnej. Przewaga ekonomiczna pozwoliła klasom posiadającym własność zdobyć władzę. To doprowadziło do powstania państwa, które ma utrwalać panowanie klas posiadających. Autorami tej koncepcji byli Karol Marks i Fryderyk Engels.
- Teoria państwa w katolickiej nauce społecznej – według tej koncepcji państwo istnieje w świadomości człowieka i ma za zadanie służyć poprawie jakości bytu obywateli.
- Funkcjonalna – dominuje we współczesnej socjologii, głosi, że państwo powstało jako ostatnia forma rozwoju społecznego i całe dzieje pokazują, że społeczeństwa dążą do takiej właśnie formy. Twórca: Aureliusz Augustyn.

## Forma państwa
Forma państwa to sposób sprawowania władzy oraz organizowania życia politycznego i społecznego w państwie. Charakteryzuje się ją ze względu na:
1. formę rządów – struktura najwyższych organów państwowych, ich wzajemne relacje i sposób powoływania głowy państwa:
  - republika
  - monarchia (w zależności od tytulatury władcy - królestwo, cesarstwo, carstwo (carat), księstwo, kalifat, sułtanat, emirat, chanat)
    - dziedziczna
    - elekcyjna
    - konstytucyjna
    - absolutna
2. reżim polityczny – sposób rządzenia państwem, metody i techniki sprawowania władzy
  - państwo demokratyczne
  - państwo anokratyczne
  - państwo autorytarne
  - państwo totalitarne
3. ustrój terytorialny państwa – struktura terytorialna, zakres samodzielności władz lokalnych, podział kompetencji między władze centralne a lokalne
  - państwo unitarne
  - państwo złożone
    - unia realna
    - federacja

  - Czasami w literaturze spotyka się też pojęcie państwa zróżnicowanego[6], które w swoim składzie posiada terytorium/terytoria autonomiczne o znacznej szerszej kompetencji lokalnych władz niż pozostałe jednostki administracyjne tego państwa.

## Typy państw
Zgodnie z typologią państw w ujęciu marksistowskim „typ państwa wyznaczają podobne stosunki społeczno-ekonomiczne oraz podobny status ludzi” (E. Zieliński). Na podstawie tej definicji wyróżnia się 4 podstawowe typy państw, odpowiadające formacjom społecznym:
- Państwo niewolnicze – cechuje je występowanie właścicieli niewolników, oraz niewolników będących ich własnością. Kształtują się między nimi stosunki zwierzchnictwa i podporządkowania. Właściciele niewolników są warstwą panującą i mającą prawa obywatelskie, niewolnicy natomiast pozbawieni są praw i swobody.
- Państwo feudalne – występuje tu feudalna własność ziemi należącej do stosunkowo małej części ludności (np. rycerstwa, duchowieństwa). Stosunki zwierzchnik – podporządkowany kształtują się na zasadzie poddaństwa chłopów feudałom. W tym systemie warstwy podporządkowane (chłopi) podlegają pewnej ochronie prawnej.
- Państwo kapitalistyczne – charakteryzuje się występowaniem prywatnej własności środków produkcji oraz wytwórców sprzedających swoją siłę roboczą. Główną siłą społeczną są właściciele środków produkcji, lecz grupy społeczne korzystają z formalnie równych praw. Państwa tego typu dzielimy na:
  - państwo wczesnokapitalistyczne,
  - państwo liberalno-demokratyczne,
  - państwa trzeciego świata,
- Państwo socjalistyczne – charakteryzuje się ono daleko posuniętą uniformizacją stosunków społeczno-ekonomicznych i politycznych. Istnieje tu społeczna własność środków produkcji pozostających w rękach państwa i swobodni wytwórcy zatrudnieni w państwowych zakładach. Istotną różnicą pomiędzy państwami kapitalistycznymi a socjalistycznymi, jest forma własności – w państwach kapitalistycznych większość dóbr skupiona jest w rękach tzw. klasy średniej oraz wyżej, w krajach socjalistycznych własność jest domeną państwa, rozumianego jako prawny przedstawiciel całego narodu i ogółu żyjących w nim obywateli.

## Nazwa państwa
Większość państw świata ma dwie nazwy:
- nazwę protokolarną (pełną, oficjalną) – używa się, gdy mowa jest o państwie jako osobie prawnej,
- nazwę geograficzną (skróconą, krótką) – stosuje się, gdy mowa jest o państwie w znaczeniu geograficznym lub ekonomicznym[8].

## Symbole państwowe
- flaga państwowa
- herb państwowy
- hymn państwowy (narodowy)
- pieczęć państwowa
- dewiza (motto) państwa, np. francuskie wolność, równość, braterstwo
- inne symbole np. Marianna we Francji czy Wuj Sam w USA

## Cechy państwa
Państwo jest organizacją polityczną. Sensem jego istnienia, osią jego zainteresowania jest rządzenie społeczeństwem. Jest organizacją globalną, rządzącą całym społeczeństwem.
Państwo jest organizacją przymusową; ma monopol terytorialny na stanowienie i wykonywanie prawa. Normy prawne pochodzące od państwa mogą być w razie chęci aparatu państwowego wymuszone fizycznie. Państwo ma monopol na stosowanie przemocy w celu pozyskania środków na swoje finansowanie – w razie niepłacenia podatków państwo może użyć przemocy fizycznej, aby wymusić ich zapłacenie.
Zdaniem politologów państwo cechuje:
- Suwerenność – państwo jest niezależne od innych organizacji państwowych w zakresie realizacji funkcji wewnętrznych i zewnętrznych państwa
- Powszechność – cecha ta dotyczy powszechności zasad prawnych w państwie, które obejmują wszystkich obywateli w równym stopniu
- Terytorium – obszar lądowy państwa oraz wody przybrzeżne (wody wewnętrzne, morze terytorialne), a także przestrzeń powietrzna nad lądem i wodami państwa oraz podziemie pod nimi.

## Funkcje państwa
Biorąc pod uwagę zasięg przestrzenny aktywności państwa, można wyróżnić dwie jego funkcje:
- wewnętrzna – obejmuje działania, które mają zagwarantować bezpieczeństwo i ład w kraju. W ramach realizacji tej funkcji można wyróżnić działalność:
  - prawodawczą – tworzenie prawa, które obowiązuje na terytorium państwa,
  - porządkową – podejmowanie działań, które zapewniają porządek na terytorium państwa,
  - administracyjną – zarządzanie przez odpowiednie organy państwowe określonymi dziedzinami życia publicznego,
  - socjalną – dążenie państwa do zapewnienia obywatelom minimum egzystencji, walka z bezrobociem oraz starania o poprawę warunków pracy,
  - kulturalną – działalność państwa w zakresie wspierania badań naukowych, rozwoju oświaty i kultury, ochrony zabytków i promocji kultury za granicą,
  - gospodarczo-organizatorską – polega na zarządzaniu przez państwo gospodarką oraz na oddziaływaniu na nią. Państwo stara się promować gospodarkę w świecie, chronić ją przed nieuczciwą konkurencją oraz stwarzać warunki dla jej rozwoju.
- zewnętrzna – obejmuje aktywność międzynarodową państwa, stosunki z innymi państwami, działalność w organizacjach międzynarodowych, co ma na celu ochronę suwerenności zewnętrznej państwa. Organami, które realizuję tę funkcję są m.in. służby dyplomatyczne i wojsko.